# Cofradía de la Coronación de Espinas y de Cristo Rey (Burgos)

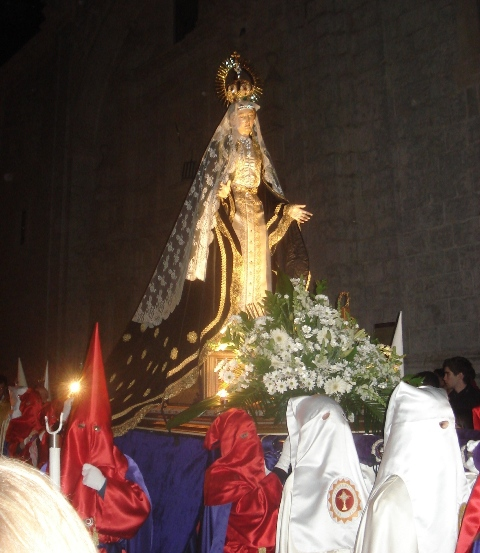
Nuestra Señora del Amor Hermoso (Cofradía de la Coronación de Espinas y de Cristo Rey de Burgos)

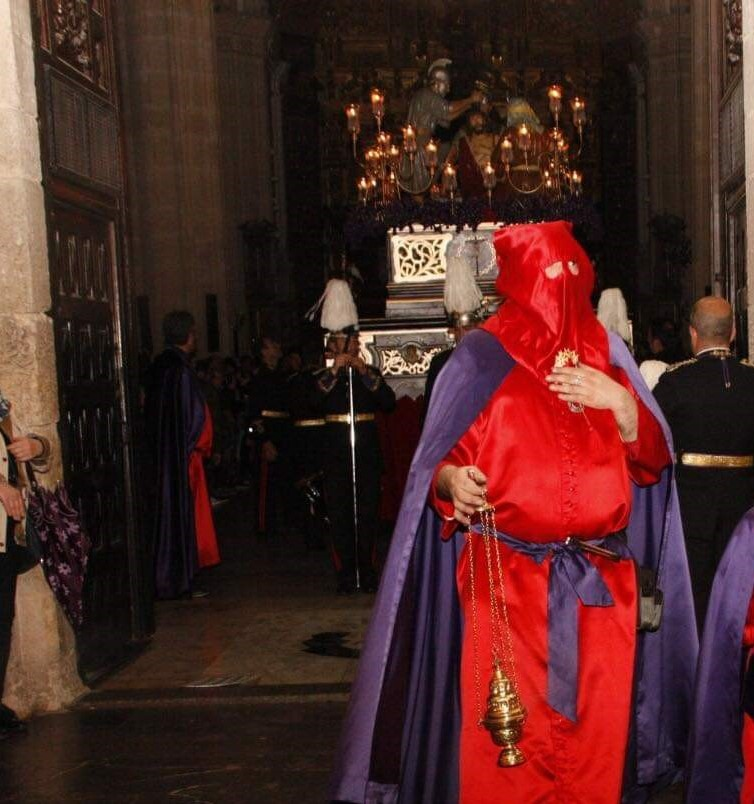
Trono del Misterio de la Coronacion de Espinas de la Cofradía de la Coronación de Espinas y de Cristo Rey y Nuestra Senora del Amor Hermoso de Burgos

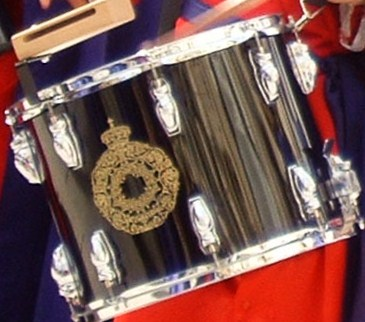
Tambor de la Cofradía de la Coronación de Espinas y de Cristo Rey de Burgos

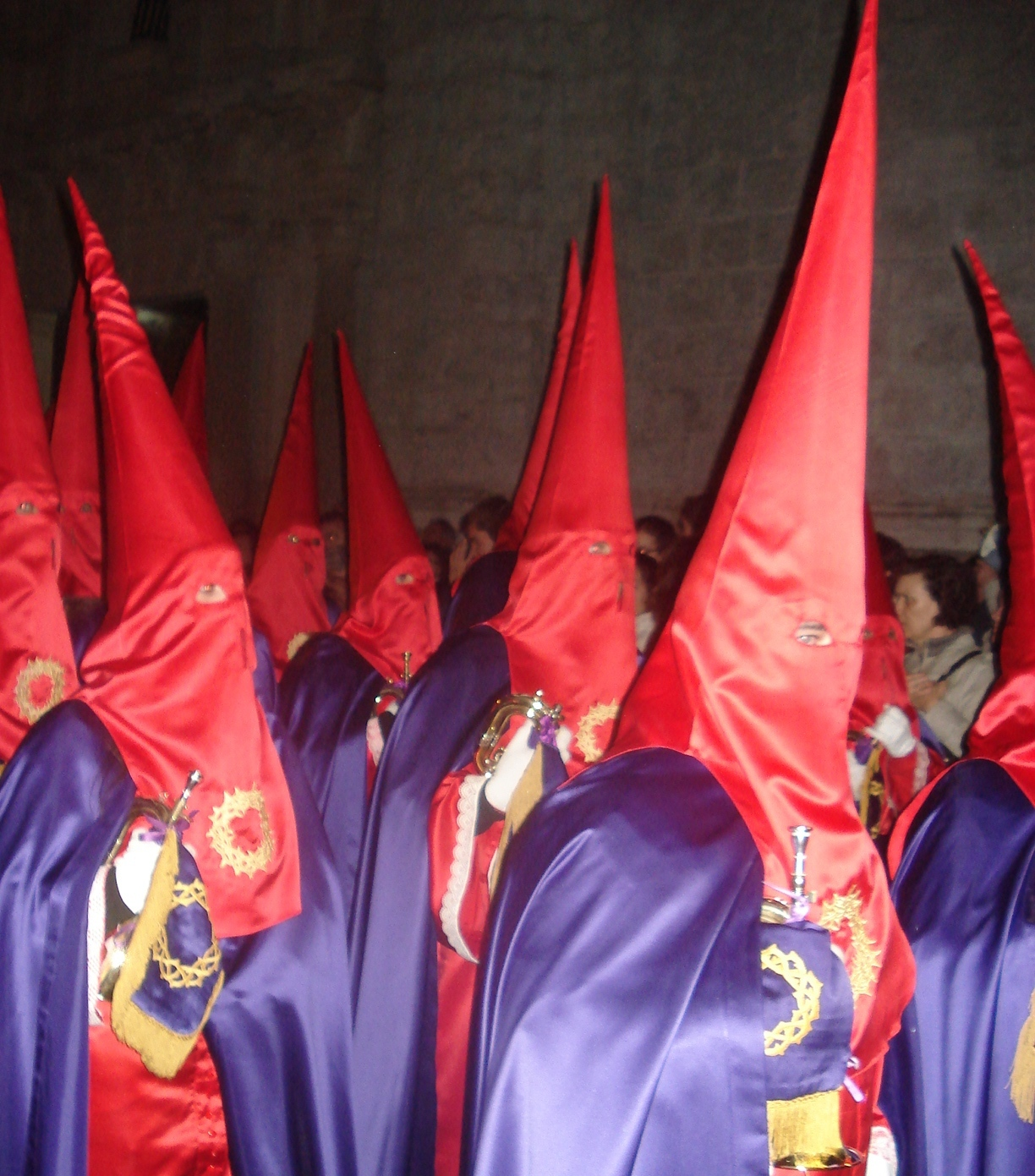
Cornetas de la Cofradía de la Coronación de Espinas y de Cristo Rey de Burgos

La Cofradía de la Coronación de Espinas y Cristo Rey con sede en la parroquia de San Lorenzo el Real de Burgos es una de las dieciséis hermandades y cofradías que componen la Junta de Semana Santa de Burgos encargadas de organizar los diferentes actos y procesiones de la Semana Santa en Burgos, declaradas en 2013 de Interés Turístico Nacional.

## Historia
Fundada en 1945 por los comerciantes de la zona, tiene su sede en pleno casco histórico de la ciudad, en concreto en la Parroquia de San Lorenzo el Real situada en la calle de San Lorenzo (antigua calle de los Herreros). En 1948 el Arzobispado aprobó el reglamento y durante dos décadas continuó su crecimiento.
Sin embargo, en el período de 1960 a 1980 la cofradía sufrió una grave crisis, de la que solo logró recuperarse en los años siguientes. En 1986 el Ayuntamiento de Burgos le concedió el título de Buen Vecino. 
En 1991 los jóvenes crearon la Banda de Cornetas y Tambores y, actualmente, la cofradía goza de estabilidad en cuanto a miembros y actividades.

## Hábito
El hábito de los nazarenos (incluidos los miembros de la banda), está formado por túnica y capirote de color rojo y capa y cíngulo de color morado con guantes blancos. Los cofrades penitentes (generalmente en banda, porta cruces, inciensiero, y a menudo portaestandartes, cruz guía y costaleros en el Rosario del Miércoles Santo) llevan el capirote caído y suelen exhibir cadenas o pies desnudos.
El capirote de los cofrades lleva bordado en su parte inferior delantera la Corona de espinas, símbolo presente en la medalla que porta cada hermano.
Todos los cofrades deben ir tapados en todas las procesiones en que la hermandad participa excepto el domingo de Ramos.
La banda de Cornetas y Tambores procesiona desde hace una década con traje de gala.
https://www.diariodeburgos.es/noticia/z15eb8bbb-f8ee-81ca-44f5de45234a57c6/202403/fervor-al-vaiven-de-viento-y-lluvia

## Pasos
El Domingo de Ramos, la Banda de Cornetas y Tambores lleva a hombros:
- El paso de Jesús en la Borriquilla.

Durante el Rosario Penitencial del Miércoles Santo: 
- Nuestra Señora del Amor Hermoso es llevada en andas por costaleras de nuestra hermandad, con la ayuda de otras costaleras de diversas hermandades de la ciudad. Un total de cuarenta costaleras llevan en sus hombros la imagen del Amor Hermoso. Así mismo desde 2019 cuarenta costaleros y costaleras llevan en andas interiores el trono del Misterio de la Coronacion de Espinas.

En la procesión general del Viernes Santo, la cofradía procesiona los siguientes pasos:
- Coronación de Espinas.
- Nuestra Señora del Amor Hermoso, una talla de Salvador Páramo que data de mediados del siglo XIX.

## Procesiones
- Domingo de Ramos: la cofradía coordina la procesión de la Borriquilla en la que los miembros de la Banda llevan en andas el paso de Jesús en la Borriquilla.Paso del Amor Hermoso en andas de sus costaleras

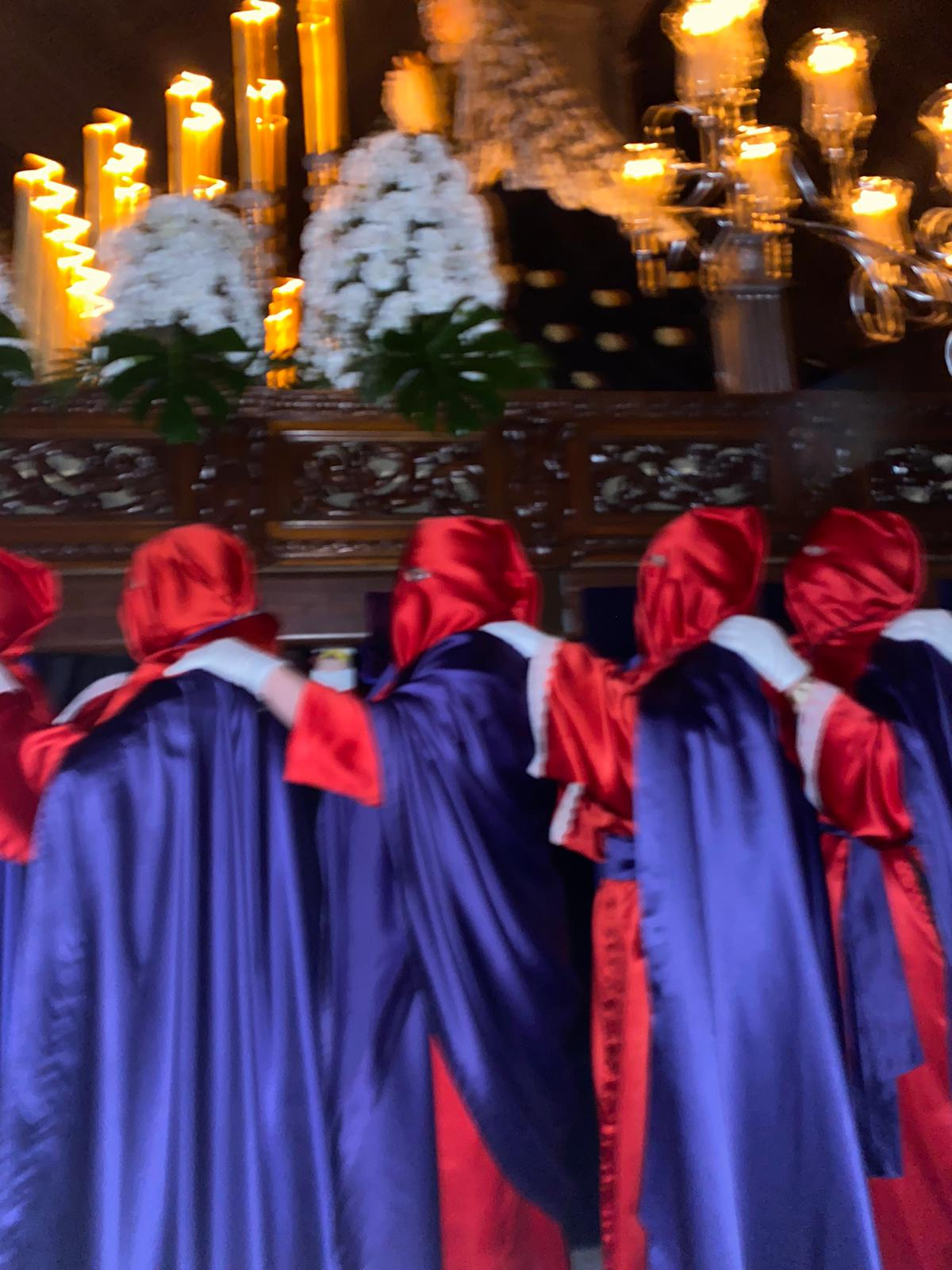
Paso del Amor Hermoso en andas de sus costaleras

- Miércoles Santo: la cofradía organiza en la noche del Miércoles Santo un Rosario Penitencial en la que se procesionaba el paso de Nuestra Señora del Amor Hermoso a hombros junto con la Archicofradía del Santísimo Sacramento y de Jesús con la Cruz a Cuestas  hasta hace una década, La procesión del Rosario Penitencial de miércoles Santo de la Cofradía ha ido evolucionando y creciendo en importancia, y actualmente y desde 2014 el paso de la Virgen del Amor Hermoso es llevado exclusivamente en andas por mujeres, mayoritariamente de nuestra Cofradía pero con la ayuda de hermanas de otras cofradías.
- Miércoles Santo 2019 en la prensa local
- Así mismo desde 2019 un segundo paso con el misterio de la Coronación de Espinas es sacado por costaleros y costaleras en su trono (cargando en varales interiores).
- La banda de Cornetas y Tambores también pasó desde 2018 a procesionar siempre con traje de gala y medalla de cofrade, dejando el hábito procesional para el Domingo de Ramos.
- Jueves Santo: banda y cofradía acompañan en la Procesión del Encuentro al paso de La Virgen de nuestros hermanos cofrades de San Gil.
- Viernes Santo: banda y cofradía toman parte con sus imágenes (Coronación de Espinas y Nuestra Señora del Amor Hermoso) ancladas sobre ruedas en la procesión general, denominada procesión del Santo Entierro. Además participa en los actos organizados por la Junta de Semana Santa y envía representaciones al resto de procesiones que conforman la Semana Santa burgalesa.

## Banda de cornetas y tambores
La banda de corneta y tambores nace en 1991 gracias al trabajo y entusiasmo de un pequeño grupo de cofrades y familiares, estando en los últimos años estabilizado el número de componentes en torno a los 40 miembros. La banda ha actuado en múltiples certámenes cofrades (Calahorra, Arnedo) y en diversas procesiones de diversas hermandades (Barajas, Salamanca con La Serafica, Segovia).

## Véase también

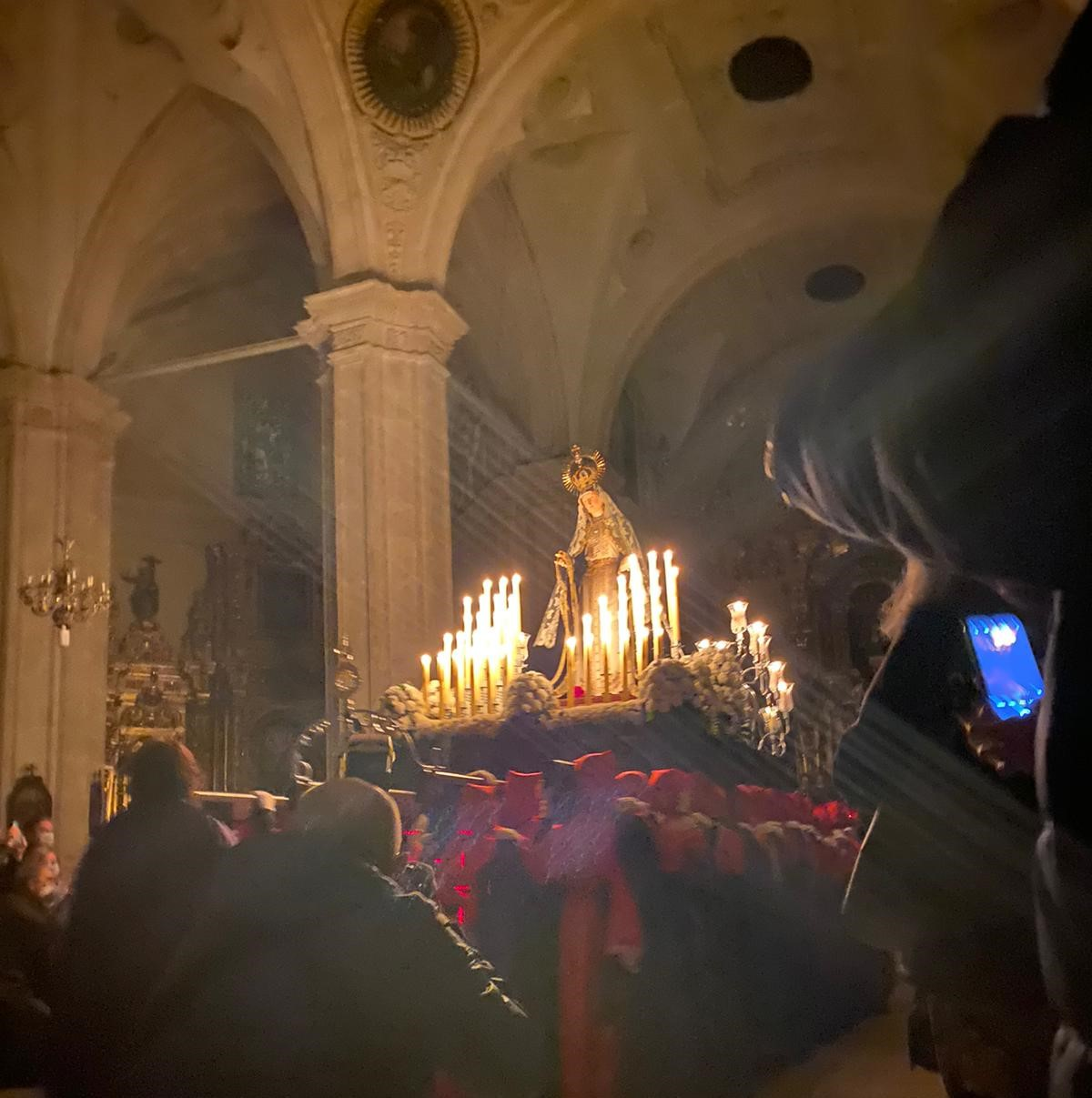
La Virgen del Amor Hermoso sale de San Lorenzo con sus costaleras